# William Crichton (rugby à XV)
Pour les articles homonymes, voir William Crichton et Crichton.

a Compétitions nationales et continentales officielles uniquement.

b Matchs officiels uniquement.
Dernière mise à jour le 1er décembre 2009.
William Hay Crichton, né le 1er décembre 1881 à Warrington et décédé le 16 juillet 1925 à Yvetot, est un joueur anglais de rugby à XV, qui joue avec l'équipe de France au poste d'arrière. 
(carte d'international n°4 derrière Amand, Reichel et Dedet pour 1893, n°1 pour l'année 1906). 

## Carrière

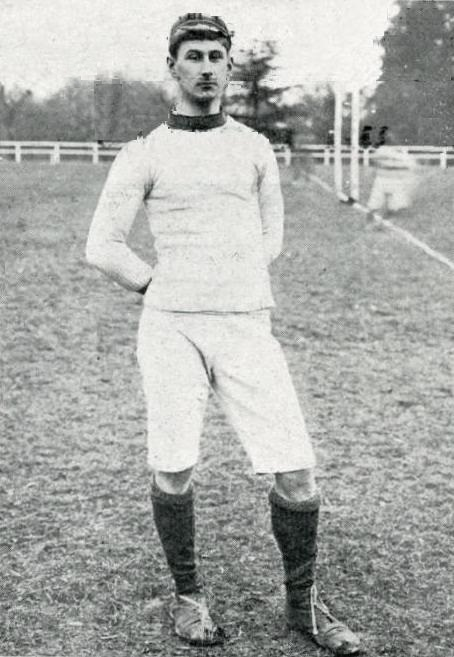
William Crichton en 1905.

Il dispute le premier match officiel du XV de France le 1er janvier 1906 face aux All Blacks alors en tournée européenne. « Notre arrière était un Anglais, gros industriel de Cockermouth, installé au Havre, William Crichton. Il portait un casque -voir photo ci-contre- afin de se protéger les oreilles et avait joué en… gants noirs. » se souvient Jacques Duffourcq.
(nb: l'équipe de 1896 face à l'Écosse comprenait déjà plusieurs étrangers (Paulo do Rio Branco da Silva Paranhos, Hadley, et Billings), mais elle était une sélection officieuse en l'absence alors de fédération)
Crichton joue un seul test match, le 22 mars 1906 contre l'équipe d'Angleterre, c'est aussi le deuxième match international du XV de France. 
Il évolue en club au Havre AC.

## Palmarès
- deux sélections en équipe de France en 1906

### Matchs internationaux
| #  | Date             | Lieu                     | Adversaire       | Résultat | Points marqués | Competition |
| -- | ---------------- | ------------------------ | ---------------- | -------- | -------------- | ----------- |
| 1. | 1er janvier 1906 | Parc des Princes (Paris) | Nouvelle-Zélande | 8-38     | 0 point        | Test match  |
| 2. | 22 mars 1906     | Parc des Princes (Paris) | Angleterre       | 8-35     | 0 point        | Test match  |